# Stația Anderson Mesa
Stația Anderson Mesa este o stația de observare a observatorului Lowell. A fost creată în anul 1959 în comitatul Coconino, statul Arizona, Statele Unite ale Americii, la circa 12 km sud-est de campusul principal al observatorului Lowell de pe Mars Hill, Flagstaff, Arizona. Este una din proprietățile Armatei Statelor Unite ale Americii (în original, United States Army).
Anderson Mesa adăpostește mai multe telescoape utilizate în cadrul programului LONEOS.